# Hakim Jakobsson
Hakim Jakobsson, född 10 februari 1969 i Högalids församling, Stockholm, är en svensk skådespelare.

## Filmografi (i urval)
- 1997 – Vildängel
- 2002 – Svenska slut (TV-serie)
- 2002 – Grabben i graven bredvid
- 2003 – Misa mi
- 2003 – Mamma pappa barn
- 2004 – 6 Points
- 2007 – Höök (TV-serie)
- 2014 – Tjockare än vatten (TV-serie)
- 2014 – Krakel Spektakel
- 2014 – Skrotarna (TV-serie)
- 2014 – Flugparken
- 2017 – Modus (TV-serie)
- 2020 – Rebecka Martinsson (TV-serie)

## Teater

### Roller (i urval)
| År   | Roll | Produktion                         | Regi             | Teater             |
| ---- | ---- | ---------------------------------- | ---------------- | ------------------ |
| 1994 |      | A Clockwork Orange Anthony Burgess | Dag Norgård      | Norrbottensteatern |
| 2011 |      | Svenne Per Nilsson                 | Cathrine Parment | Norrbottensteatern |